# Kopaliny (województwo małopolskie)
Kopaliny – wieś w Polsce położona w województwie małopolskim, w powiecie bocheńskim, w gminie Nowy Wiśnicz.
Na podstawie znalezionych ceramicznych zabytków początki istnienia ocenia się na co najmniej 400 lat p.n.e.
W latach 1975–1998 miejscowość administracyjnie należała do województwa tarnowskiego. Integralne części miejscowości: Dwór, Kopaliny Pogwizdowskie, Strona Południowa, Strona Północna, Strona Środkowa.
Przez miejscowość przechodzi droga wojewódzka nr 965 z Limanowej do Bochni.
Wieś leży w pobliżu Wiśnicko-Lipnickiego Parku Krajobrazowego.

## Historia
Pierwsze wzmianki o Kopalinach pochodzą z roku 1654 z inwentarza Michała Aleksandra Lubomirskiego.
W grudniu 1898 roku wieś Kopaliny i Olchawę nabył od prof. dr Maurycego Straszewskiego Tytus Meyssner z Wieruszyc, zastępca prezesa Rady powiatowej bocheńskiej, za 200 000 złr.

## Zabytki
Obiekt wpisany do rejestru zabytków nieruchomych województwa małopolskiego.
- Grodzisko

### Inne
- Dwór Macudzińskich[9].